# 1520 Sedgwick Avenue
1520 Sedgwick Avenue – stu dwu mieszkaniowy blok mieszkalny w Morris Heights, dzielnicy Nowego Jorku, na Bronksie. 5 lipca 2007 roku New York State Office of Parks, Recreation and Historic Preservation uznała budynek za „oficjalne miejsce narodzin hip-hopu”. W budynku przez wiele lat mieszkał i tam organizował pierwsze imprezy hip-hopowe DJ Kool Herc.